# Euzetacanthus
Euzetacanthus is een geslacht in de taxonomische indeling van de haakwormen, ongewervelde en parasitaire wormen die meestal 1 tot 2 cm lang worden. De worm behoort tot de familie Arhythmacanthidae. Euzetacanthus werd in 1964 beschreven door Golvan & Houin.